# Шмалько Андрій Микитович
Андрі́й Мики́тович Шмалько́ (26 жовтня 1903 , Перепелицівка, Валківський повіт, Харківська губернія, Російська імперія  — 17 лютого 1974 , Харків, Харківська область, Українська РСР, СРСР ) — український радянський і державний діяч. Кандидат у члени ЦК КП(б)У (1938–1940). Депутат Верховної Ради УРСР 1-го скликання. Кандидат історичних наук. Ректор Українського фінансово-економічного інституту (тепер Київського національного економічного університету).

## Біографія
Народився 26 жовтня 1903 року в бідній селянській родині в селі Перепелицівка, тепер Валківського району Харківської області. Батько працював на шахтах. У грудні 1916 — січні 1918 року — наймит у поміщиків Левченка та Красицького. У січні 1918 — березні 1921 року — чорнороб Валківського цегельного заводу Харківської губернії. У 1920 році вступив до комсомолу.
У березні 1921 — липні 1922 року — червоноармієць, кулеметник 3-го комуністичного батальйону особливого призначення (ЧОН) 9-го Богодухівського полку РСЧА.
У липні 1922 — вересні 1923 року — курсант Харківської губернської партійної школи. У вересні 1923 — квітні 1924 року — робітник Янківського і Гутянського цукрових заводів Харківської губернії. У квітні 1924 — листопаді 1925 року — завідувач організаційного відділу Охтирського окружного комітету комсомолу (ЛКСМУ) Харківської губернії.
Член РКП(б) з серпня 1924 року.
У листопаді 1925 — вересні 1927 року — у Червоній армії: служив червоноармійцем і політпрацівником 3-ї авіаційної ескадрильї 20-го Київського авіаційного парку.
У вересні 1927 — березні 1930 року — студент Комуністичного університету імені Артема у Харкові.
Брав активну участь у процесах колективізації в Українській РСР на початку 30-х років. У 1929 — 1930 року — уповноважений з хлібозаготівлі на Полтавщині. У березні 1930 — листопаді 1931 року — пропагандист ЦК КП(б)У по колективізації та організаційно-масовій роботі в місті Шепетівці.
У листопаді 1931 — березні 1934 року — студент Харківського електротехнічного інституту.
У березні — серпні 1934 року — заступник начальника політичного відділу Кашманівської машинно-тракторної станції Карлівського району Харківської області. У серпні 1934 — лютому 1935 року — заступник начальника політичного відділу Лозівської машинно-тракторної станції Харківської області. У лютому 1935 — лютому 1936 року — заступник директора з політичної частини Лозівської машинно-тракторної станції Харківської області.
У вересні 1936 — січні 1938 року — слухач історико-партійного відділення Інституту червоної професури в Москві.
У січні — листопаді 1938 року — в.о. 2-го секретаря, 2-й секретар Харківського обласного комітету КП(б)У. 
26 червня 1938 року був обраний депутатом до Верховної Ради УРСР 1-го скликання по Валківській виборчій окрузі № 235 Харківської області. У 1938 році деякий час перебував у тюремному ув'язненні.
У січні 1939 — січні 1940 року — начальник транспортного відділу Харківського електромеханічного і турбогенераторного заводу імені Сталіна.
У січні 1940 — жовтні 1941 року — директор Українського фінансово-економічного інституту в Харкові. У жовтні 1941 — серпні 1942 року — директор Українського фінансово-економічного інституту в місті Ташкенті. У 1942 році закінчив Ташкентський фінансово-економічний заочний інститут.
У серпні 1942 — листопаді 1946 року — у Червоній армії. Навчався в танковому училищі, з липня 1943 року служив лектором політичного відділу 4-ї Гвардійської танкової армії Брянського і 1-го Українського фронтів.
У листопаді 1946 — березні 1948 року — секретар Миколаївського обласного комітету КП(б)У з пропаганди і агітації.
У травні 1948 — вересні 1952 року — завідувач кафедри марксизму-ленінізму Харківського сільськогосподарського інституту. У 1952 році захистив кандидатську дисертацію з історичних наук.
У вересні 1952 — вересні 1953 року — старший викладач Харківського фармацевтичного інституту. У вересні 1953 — травні 1956 року — викладач, у травні 1956 — вересні 1962 року — доцент Харківського медичного інституту. У вересні 1962 — червні 1971 року — доцент Харківського авіаційного інституту.
З червня 1971 року — на пенсії в Харкові. Помер 17 лютого 1974 року в Харкові.

## Звання
- капітан
- майор

## Нагороди
- орден Червоного Прапора (12.03.1945);
- два ордени Вітчизняної війни 2-го ступеня (12.06.1944; 15.08.1944);
- орден Червоної Зірки (26.05.1945);
- орден «Знак Пошани» (23.01.1948);
- медалі